# East Liberty
East Liberty – jednostka osadnicza w Stanach Zjednoczonych, w stanie Ohio, w hrabstwie Logan.